# Microcebus tavaratra
Microcebus tavaratra (лат.) — вид мышиных лемуров. Эндемик Мадагаскара.

## Описание
Шерсть длинная, густая, цвет верхней части тела может быть землистым, охровым, желтоватым, брюхо светло-бежевое. Полоса меха на позвоночнике коричневатая. Макушка и уши красноватые, шерсть вокруг глаз светло-оранжевая, ближе к ушам чёрные отметины. Шерсть на конечностях светло-серая, вибриссы тёмно-серые.

## Распространение
Встречается на севере Мадагаскара в регионах Анканара, Анадамерана, Андавакуэра и Андрамиамена. Возможно также обитает на участках леса к северу, включая, например, леса Montagne d’Frances. Держится на высотах от 20 до 250 м. Площадь ареала оценивается примерно в 5600 км2.

## Статус популяции
В 2014 году Международный союз охраны природы присвоил этому виду охранный статус «уязвимый» (англ. Vulnerable), при этом охранный статус был улучшен с присвоенного в 2008 году статуса «в опасности» (англ. Endangered). Средняя плотность популяции оценивается в 100 особей на км2, изменяется от 20 до 200 особей на км2. Численность популяции медленно сокращается из-за уничтожения среды обитания для нужд добывающей и деревообрабатывающей промышленности.